# 大田良平
大田 良平（おおた りょうへい、1973年11月15日 - ）は、読売テレビ報道局記者、アナウンサー。

## 来歴・人物
- 兵庫県西宮市出身。灘高等学校、慶應義塾大学経済学部卒業後、1998年読売テレビにアナウンサーとして入社。入社後は、主に情報系の番組で司会・進行を担当していた。
- アナウンサー時代に担当したレギュラー番組では、後輩アナウンサーの森若佐紀子と共演する機会が多かった。
- 2012年11月には2年3か月間交際していた14歳年下の女性と結婚した[1]が、その後に離婚している（Twitterの自己紹介でバツ一と明言 2019.4現在）。
- 2013年1月の人事異動で、アナウンサーから報道記者に転身。主に行政分野を取材しながら、ニュース番組などでのリポートで引き続きテレビに出演している。
- 2017年2月27日からは、報道局に籍を置いたまま、後輩記者の橋本雅之と共に『かんさい情報ネットten.』でフィールドキャスターを務めている[2]。
- 2022年6月1日より同日で報道局へ異動する三浦隆志と入れ替わる形でアナウンス部に復帰。

## 現在の出演番組
- かんさい情報ネットten. - フィールドキャスター（2017年2月27日 - ）
- NNN各種ローカルスポットニュース（不定期、『NNNストレイトニュース』など）（2022年6月 - ）
- 極初期、サッカー中継を主としてスポーツ中継実況
  - 2011年10月30日放送の『大阪マラソン2011』（第1回大阪マラソンの生中継を組み込んだ特別番組）では、フィニッシュ地点（インテックス大阪前）で実況を担当した。
- 声〜あなたと読売テレビ（2023年7月15日 - ）- 後輩アナウンサー・林マオとともに担当。

## 過去の出演番組
- あさイチ!
- ゲツキン!
- ズームイン!!SUPER（関西ローカルパート）
- 24時間テレビ 「愛は地球を救う」（関西ローカルパート、2003年にはなるみ・吉岡美穂と共に関西地区メインパーソナリティーを務めた）
- 情報満載 ひるまで!すっぴん!
- 大田・森若のおおもりまぜごはん（インターネットラジオ、宝島WAVEと連動）
- 情報ライブ ミヤネ屋
  - 2009年8月24日 - 28日、2010年8月2日 - 6日、2011年7月18日 - 7月22日、2012年8月13日 - 8月17日は宮根誠司の夏休みにより司会代理を務めた。
  - プロデューサー(2019年6月3日 - 2022年6月3日)
- ニューススクランブル
  - 2008年9月8日 - 12日に坂泰知の代理を務めた。
- あさパラ!
  - 2001年から2003年3月まで担当し、一度卒業したが、2010年10月2日より再度レギュラー加入し、2013年1月12日まで出演。
- 上沼・高田のクギズケ!
  - 2011年1月30日、2月6日に出演。
- ウェークアップ!ぷらす
  - ディレクターとして担当。

## 映画出演
- 名探偵コナン 瞳の中の暗殺者（2000年） - アニメ作品。アナウンサーの声として出演。
- 阪急電車 片道15分の奇跡（2011年） - 実写作品。森若と共にワンシーンだけ出演。